# 庚申信仰

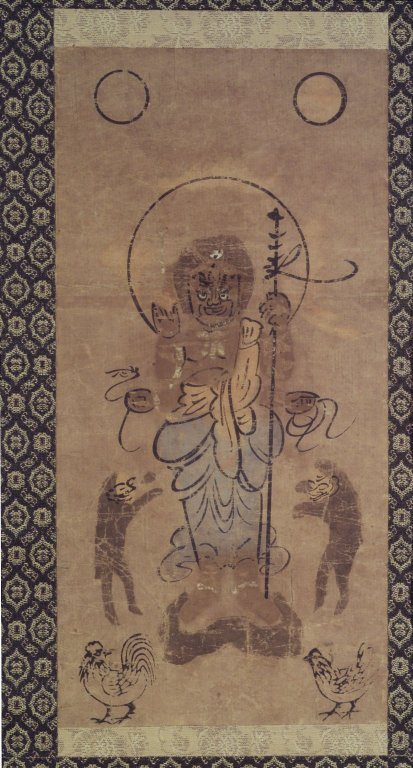
庚申信仰以青面金剛為本尊，掛軸畫的中央是青面金剛、上有日月、左右是猿、下是雞。

庚申信仰（こうしんしんこう）是根據道教的「三尸說」，加上佛教，特別是密教・神道・修驗道・呪術醫學等，各種日本民間信仰、習俗等混合成的複合信仰。

## 歷史
传说庚申日这天，藏在人体内的三尸虫会升天，向司命之天神报告此人所犯的过错。但这一天如果不睡觉，人体内的三尸虫就不会升天报告，人就能安然过关。另有庚申日宜素食之说。
传说三屍蟲上天稟報人的罪孽，六十日前去一次，其去之日一定是庚申日。為此修道之人逢到庚申日，往往晝夜不睡，使它們不能出去，叫做守庚申。守過三個庚申，三屍蟲伏；守過七個庚申，三屍蟲便滅了。

## 青面金剛、猿田彥神
庚申信仰以青面金剛為本尊，南方熊楠認為是印度的毗濕奴轉化而來。庚申信仰也和神道的猿田彥神結合，因為「猿」通「庚申」的「申」。庚申信仰以猿為庚申使者，所以，青面金剛像、庚申塔大多配置三猿。

## 庚申信仰的部分寺社
- 金輪院（小泉庚申堂）（大和郡山市）
- 庚申堂 (奈良市)
- 金剛寺 (京都市)
- 猿田彥神社 (京都市上京區)
- 猿田彥神社 (京都市右京區) （山之內庚申）
- 庚申寺（濱松市）
- 庚申社（直方市）

## 內部連結
- 庚申